# İnceler, Bozkurt
İnceler là một thị trấn thuộc huyện Bozkurt, tỉnh Denizli, Thổ Nhĩ Kỳ. Dân số thời điểm năm 2010 là 2520 người.